# 1506.
◄ | 15. stoljeće | 16. stoljeće | 17. stoljeće | ►
◄ | 1470-ih | 1480-ih | 1490-ih | 1500-ih | 1510-ih | 1520-ih | 1530-ih | ►
◄◄ | ◄ | 1503. | 1504. | 1505. | 1506. | 1507. | 1508. | 1509. | ► | ►►
Arhitektura • Astronomija • Glazba • Kazalište • Kiparstvo • Knjige • Književnost • Kršćanstvo • Medicina • Politika • Pravo • Promet • Slikarstvo • Znanost
1506. je bila godina prema gregorijanskom kalendaru koja nije bila prijestupna, a započela je u četvrtak.

## Događaji
- 22. siječnja – dolazak Švicarske garde u Vatikan.
- lipanj – Pobuna Genove protiv Francuza.
- Portugalci osvajaju Hormuški tjesnac i Cejlon.
- osnivanje portugalske organizacije Casa da India koja je regulirala portugalski trgovinu iz Indije.
- Žigmund I. Jagelović nasljeđuje svog brata Aleksandra I. kao veliki vojvoda Litve, te kao kralj Poljske.
- rat Rusije protiv Poljske i Litve (završen 1512.).

## Rođenja
- veljača – George Buchanan, škotski povjesničar i učenjak (umro 1582.).
- 2. veljače – René de Birague, francuski kardinal i kancelar (umro 1583.).
- 7. travnja – Sveti Franjo Ksaverski, španjolski isusovac, katolički svetac (umro 1552.)
- 13. travnja – Petar Faber, francuski isusovac, teolog (umro 1546.).
- 1. srpnja – Ludovik II. Jagelović,  kralj Ugarske i Bohemske (umro 1526.).
- vjerojatno – Wú Chéng'ēn, kineski književnik i pjesnik (umro 1438.).
- vjerojatno – Alonso Mudarra, španjolski skladatelj (umro 1580.).

## Smrti
- 20. svibnja – Kristofor Kolumbo – istraživač i moreplovac (rođen 1451.).
- kolovoz – Alexander Agricola, flamanski skladatelj (rođen oko 1445.).
- 19. kolovoza – Aleksandar Jagelović, kralj Poljske(rođen 1461.).
- 13. rujna – Andrea Mantegna, talijanski umjetnik (rođen 1431.).
- 25. rujna – Filip Lijepi, kralj Kastilije (rođen 1478.).

## Vanjske poveznice
|  | Zajednički poslužitelj ima još gradiva o temi 1506. |